# 吉浜インターチェンジ
吉浜インターチェンジ（よしはまインターチェンジ）は、岩手県大船渡市にある三陸沿岸道路（吉浜道路 / 吉浜釜石道路）のインターチェンジ (IC) である。

## 歴史
- 2015年（平成27年）11月29日 : 三陸IC  - 吉浜IC間 開通[1]。
- 2018年（平成30年）8月11日 : 吉浜IC - 釜石南IC間 開通[2]。

## 周辺
- 三陸鉄道リアス線吉浜駅
- 吉浜海水浴場

## 道路

### 本線
E45 三陸沿岸道路（吉浜道路/吉浜釜石道路・37番）

### 接続する道路
- 国道45号

## 料金所
無料区間につき設置されていない。 

## 隣
E45 三陸沿岸道路（吉浜道路 / 吉浜釜石道路）
(36) 三陸IC - (37) 吉浜IC - (38) 釜石南IC